# Wapen van Welsrijp

Wapen van Welsrijp

Het wapen van Welsrijp is het dorpswapen van het Nederlandse dorp Welsrijp, in de Friese gemeente Waadhoeke. Het wapen werd in 2000 geregistreerd.

## Beschrijving
De blazoenering van het wapen luidt als volgt:
In zilver een oprijzende blauwe vairklok, rakende aan de bovenzijde van het schild en in het schildhoofd aan beide zijden vergezeld van een rood klaverblad; de klok beladen met een ring van zilver, waarbinnen een zespuntige gouden ster, die met haar punten de ring aan de binnenzijde raakt, de ster en ring in de schildvoet vergezeld van een gouden lelie.
De heraldische kleuren zijn: zilver (zilver), azuur (blauw), keel (rood) en goud (goud).

## Symboliek
- Indeling schild: verwijst naar de ligging van het dorp in de noordelijke punt van de voormalige gemeente Hennaarderadeel waar het dorp tot behoorde. Tevens beeldt het de kerktoren van de Ursulakerk van Welsrijp uit.[3]
- Ring met zespuntige ster: duidt op het dorp zelf. Daarbij wijst het op de stichtingsgeschiedenis van de Ursulakerk.[3]
- Zilveren velden: staan voor de buurtschappen die onder Welsrijp vallen: Westerend en Oosterend.[3]
- Klaverbladen: symbolen voor het agrarische karakter van het dorp.[3]
- Fleur de lis: afkomstig van het wapen van het geslacht Van Galama.[3]
- Kleurstelling: ontleend aan de wapens van Westergo en Hennaarderadeel.[3]

Het wapen van Westergo.
Het wapen van Hennaarderadeel.
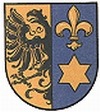
Het wapen van Van Galama.

## Zie ook

Vlag van Welsrijp